# ديفيد غرايمز
ديفيد غرايمز (بالإنجليزية: David Grimes)‏ هو سياسي أمريكي، ولد في 6 يونيو 1953 في ديترويت في الولايات المتحدة. حزبياً، نشط في الحزب الجمهوري. وقد انتخب عضو مجلس نواب ألاباما.